# Фаворитен
Фаворитен (нем. Favoriten) — десятый район Вены. Присоединён к городу в 1874 году.
Название района происходит от Favorita — дворцового комплекса в соседнем Видене, который сейчас служит гимназией (Терезианум).
Площадь района составляет 31,8 км², население — 210 573 человека (1 января 2021), плотность населения — 6510 чел./км².
Фаворитен граничит с Майдлингом на западе, Виденом и Маргаретеном на севере (к центру Вены), Ландштрассе на северо-востоке, Зиммерингом на востоке и Лизингом на юго-западе. На северо-востоке района находится Главный железнодорожный вокзал Вены, бывший Зюдбанхоф — Южный вокзал.
Фаворитен имеет самое большое население среди районов Вены, хотя плотность и не слишком высока. Бо́льшая часть жилых домов района имеют возраст, превышающий 100 лет.

## Население
| Год  | Численность |
| ---- | ----------- |
| 2005 | 163695      |
| 2006 | 167238      |
| 2007 | 169413      |
| 2008 | 171113      |

| Год  | Численность |
| ---- | ----------- |
| 2009 | 173227      |
| 2010 | 174749      |
| 2011 | 176558      |
| 2012 | 178358      |

| Год  | Численность |
| ---- | ----------- |
| 2013 | 182595      |
| 2014 | 186450      |
| 2015 | 189713      |
| 2016 | 194746      |

| Год  | Численность |
| ---- | ----------- |
| 2017 | 198083      |
| 2018 | 201882      |
| 2019 | 204142      |
| 2020 | 207193      |